# Jaguariaíva
Jaguariaíva – miasto i gmina w Brazylii, w stanie Parana. Znajduje się w mezoregionie Centro Oriental Paranaense i mikroregionie Jaguariaíva.